# Salvo Libassi
Salvo Libassi, all'anagrafe Salvatore Libassi (Pantelleria, 18 maggio 1910 – Roma, 8 settembre 1984), è stato un attore italiano.

## Biografia
Molto attivo nel teatro di rivista dalla metà degli anni trenta nella compagnia Spettacoli Eliseo, nel primo dopoguerra recita accanto a Ugo Tognazzi, Raimondo Vianello ed Elena Giusti.
Esordisce sul grande schermo nel 1949 in Domenica d'agosto.
Dopo il 1964 conclude la sua carriera.

## Filmografia

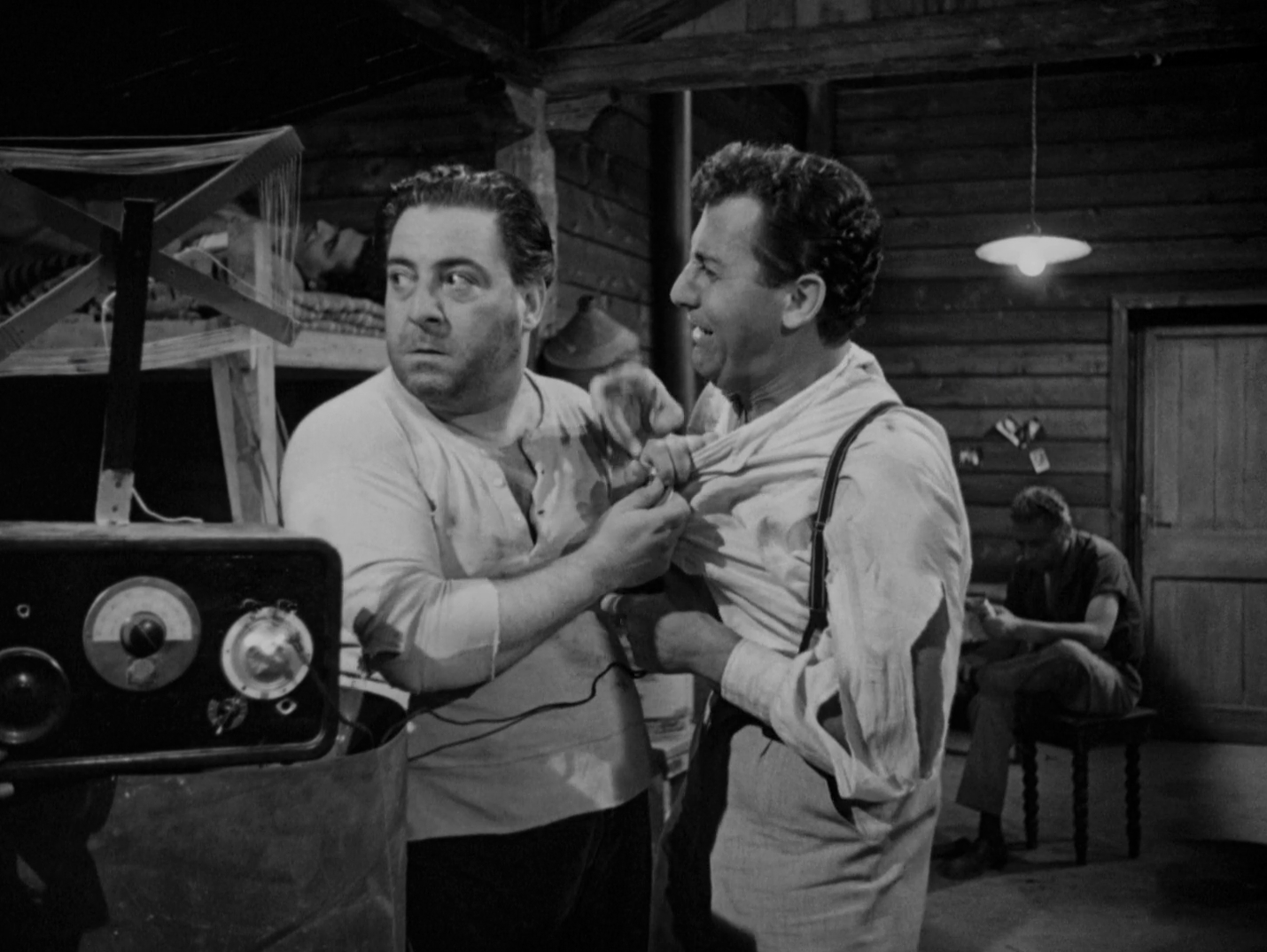
Salvo Libassi e Alberto Sordi in Un americano a Roma (1954)

- Domenica d'agosto, regia di Luciano Emmer (1950)
- È più facile che un cammello..., regia di Luigi Zampa (1950)
- I cadetti di Guascogna, regia di Mario Mattoli (1950)
- Totò e le donne, regia di Steno e Mario Monicelli (1951)
- Napoleone, regia di Carlo Borghesio (1951)
- L'uomo, la bestia e la virtù, regia di Steno (1952)
- Tre storie proibite, regia di Augusto Genina (1952)
- La figlia del diavolo, regia di Primo Zeglio (1952)
- Cinema d'altri tempi, regia di Steno (1953)
- Un giorno in pretura, regia di Steno (1953)
- La lupa, regia di Alberto Lattuada (1953)
- Il più comico spettacolo del mondo, regia di Mario Mattoli (1953)
- Siamo tutti inquilini, regia di Mario Mattoli (1953)
- Totò e Carolina, regia di Mario Monicelli (1953)
- Un americano a Roma, regia di Steno (1954)
- Le avventure di Giacomo Casanova, regia di Steno (1954)
- Napoli è sempre Napoli, regia di Armando Fizzarotti (1954)
- Questa è la vita, regia di Aldo Fabrizi (1954)
- Totò all'inferno, regia di Camillo Mastrocinque (1954)
- Totò cerca pace, regia di Mario Mattoli (1954)
- Bravissimo, regia di Luigi Filippo D'Amico (1954)
- Piccola posta, regia di Steno (1955)
- L'ultimo amante, regia di Mario Mattoli (1955)
- I tre ladri, regia di Lionello De Felice (1955)
- La banda degli onesti, regia di Camillo Mastrocinque (1956)
- La fortuna di essere donna, regia di Alessandro Blasetti (1956)
- Guardia, ladro e cameriera, regia di Steno (1956)
- Suor Letizia - Il più grande amore, regia di Mario Camerini (1956)
- Totò, Peppino e i fuorilegge, regia di Camillo Mastrocinque (1956)
- Totò, Peppino e la... malafemmina, regia di Camillo Mastrocinque (1956)
- Mio zio Giacinto, regia di Ladislao Vajda (1956)
- Yalis, la vergine del Roncador, regia di Francesco De Robertis (1956)
- Femmine tre volte, regia di Steno (1957)
- Peppino, le modelle e... "chella llà", regia di Mario Mattoli (1957)
- Serenate per 16 bionde, regia di Marino Girolami (1957)
- Susanna tutta panna, regia di Steno (1957)
- Ladro lui, ladra lei, regia di Luigi Zampa (1957)
- Totò, Peppino e le fanatiche, regia di Mario Mattoli (1958)
- Totò nella luna, regia di Steno (1958)
- Gastone, regia di Mario Bonnard (1959)
- Il nemico di mia moglie, regia di Gianni Puccini (1959)
- Primo amore, regia di Mario Camerini (1959)
- Un militare e mezzo, regia di Steno (1959)
- I tartassati, regia di Steno (1959)
- Totò, Fabrizi e i giovani d'oggi, regia di Mario Mattoli (1960)
- Un mandarino per Teo, regia di Mario Mattoli (1960)
- Il federale, regia di Luciano Salce (1961)
- Obiettivo ragazze, regia di Mario Mattoli (1961)
- Signori si nasce, regia di Mario Mattoli (1961)
- Sua Eccellenza si fermò a mangiare, regia di Mario Mattoli (1961)
- Totòtruffa '62, regia di Camillo Mastrocinque (1961)
- La cuccagna, regia di Luciano Salce (1962)
- La voglia matta, regia di Luciano Salce (1963)
- Il giovedì, regia di Dino Risi (1963)
- Le ore dell'amore, regia di Luciano Salce (1963)
- I maniaci, regia di Lucio Fulci (1964)
- I due pericoli pubblici, regia di Lucio Fulci (1964)

## Teatro
- Casanova, non sei più tu! di Egeo Carcavallo, regia di Gero Zambuto, prima al Teatro Eliseo di Roma il 7 marzo 1935.
- I milioni di Michele Galdieri e Arturo Milone, con Anna Magnani, Guido De Rege, regia di Galdieri, prima al Teatro Eliseo di Roma il 12 maggio 1935.
- Paradiso per tutti di Dino Gelich, regia di Alfredo Bracchi, prima al Teatro Mediolanum di Milano nel 1948.
- Dove vai se il cavallo non ce l'hai? di Giulio Scarnicci ed Renzo Tarabusi, regia di Scarnicci e Tarabusi, prima a Milano nel 1951.

## Prosa televisiva Rai
- L'Alfiere, dal romanzo di Carlo Alianello, regia di Anton Giulio Majano, trasmesso il 18 marzo 1956.
- Le inchieste del commissario Maigret, episodio Un'ombra su Maigret, serie televisiva (1964)
- Bertoldo, Bertoldino e Cacasenno di Pier Benedetto Bertoli, regia di Marcello Baldi, trasmessa il 6 gennaio 1969.

## Prosa radiofonica Rai
- L'aria del continente di Nino Martoglio, regia di Umberto Benedetto (1957)